# Statgraphics
 (janvier 2022).
Si vous êtes l’auteur de ce texte, vous êtes invité à donner votre avis ici. À moins qu’il soit démontré que l’auteur de la page autorise la reproduction et que ce contenu soit compatible avec les principes fondateurs de Wikipédia, cette page sera supprimée ou purgée au bout d’une semaine maximum. En attendant le retrait de cet avertissement, veuillez ne pas réutiliser ce texte.

## Historique
Statgraphics Centurion est un logiciel de statistiques qui exécute et explique en langage clair à la fois des fonctions statistiques de base et très avancées. Le logiciel a été créé en 1980 par le Dr Neil W. Polhemus alors qu'il était membre du corps professoral de la Princeton University School of Engineering and Applied Science pour être utilisé comme outil d'enseignement avancé pour ses étudiants en statistiques. Il est vite devenu évident que le logiciel serait utile aux entreprises et il a donc été mis à la disposition du public en 1982 devenant le programme analytique le plus vendu au monde pendant toute la décennie et jusque dans les années 1990, et le premier logiciel de science des données conçu pour être utilisé sur micro-ordinateurs. Statgraphics Centurion 19.2 a été publié en septembre 2021 avec des mises à jour publiées périodiquement pour améliorer la plate-forme et y ajouter de nouvelles fonctions. De nouvelles versions avec des capacités supplémentaires et de nombreuses fonctionnalités et améliorations sont publiées régulièrement. Statgraphics est le logiciel de choix pour les professionnels de la qualité, les chercheurs, les universitaires et les entreprises industrielles avec des clients français et internationaux ainsi que bon nombre des établissements d'enseignement les plus importants de France et du monde. Il est conçu pour servir ceux dont la profession nécessite l'analyse de données pour la veille économique, l'analyse prédictive, le Six Sigma et d'autres protocoles statistiques sophistiqués.

## Contenu
La version 19, proposée est disponible en cinq langues : anglais, français, espagnol, allemand et italien. Son édition 64 bits est capable de travailler avec des ensembles de données de très grandes tailles (big data). La version actuelle est Statgraphics, une application Windows dotée de capacités étendues pour les méthodes de régression, l'ANOVA, les statistiques multivariées, les plans d'expériences (PEX), la maîtrise statistique des processus (MSP), l'analyse des données de survie et la visualisation des données. Tout, des statistiques récapitulatives aux modèles statistiques avancés, est affiché dans un format exceptionnellement facile à utiliser. Il contient plus de 290 procédures d'analyse de données, notamment des statistiques descriptives, des tests d'hypothèses, des analyses de régression, des analyses de variance, des analyses de survie, des analyses et des prévisions de séries chronologiques, la détermination de tailles d’échantillons, des méthodes multivariées et des techniques de simulation Monte-Carlo. Le menu MSP comprend de nombreuses procédures d'évaluation de la qualité, d'analyse d’aptitude, de cartes de contrôle, d'analyse de systèmes de mesure et de contrôle de réception. Le programme dispose également d'un assistant Plans d’expériences (PEX) qui crée et analyse des plans d’expériences conçues statistiquement. La version 19 a ajouté plusieurs méthodes d'apprentissage automatique et, comme mentionné précédemment, la capacité de traiter le Big Data, ainsi que des interfaces avec R et Python.
Son distributeur français Francestat lui a adjoint un module complémentaire Uniwin pour les analyses de données multivariées.
Statgraphics Stratus est un programme SaaS, basé sur le cloud, qui fonctionne sur PC, Mac, Linux, smartphones et tablettes et qui contient les principales méthodes requises par les analystes pour l'analyse de données. Il est utilisable partout où une connexion Internet est disponible, permettant un accès 24/7/365. Les calculs sont effectués à distance sur des serveurs Statgraphics avec les résultats renvoyés au navigateur de l'utilisateur au format HTML.
Statgraphics Sigma Express est un complément Microsoft Excel qui donne un accès rapide à l'ensemble de la boîte à outils statistiques Statgraphics Six Sigma dans Microsoft Excel. Idéal pour les analystes qui sont à l'aise dans l'environnement Excel mais qui ont besoin de capacités statistiques plus étendues nécessaires pour mettre en œuvre des projets Six Sigma et d'autres traitements analytiques.
Statbeans est une collection de Java Beans qui implémentent de nombreuses procédures statistiques couramment utilisées, conçues pour être intégrées dans des applications créées par l'utilisateur ou placées sur des pages Web. Leur structure en tant que bibliothèque de composants permet une manipulation simple dans divers environnements visuels.
Les services Web Statgraphics®.Net permettent aux développeurs d'applications Web d'appeler des procédures Statgraphics à partir de leurs pages Web. Les données et les instructions sont transmises aux serveurs Web en tant que XML. Ce produit peut être embarqué dans des applications propriétaires OEM ou peut être intégré dans un tableau de bord.

## Applications
Les statistiques sont fréquemment utilisées pour l'amélioration des processus Six Sigma. Le logiciel a été également utilisé dans diverses études liées à la santé et à la nutrition. Il est largement utilisé dans les industries chimiques, pharmaceutiques, automobiles et alimentaires. Il est également utilisé dans l'exploitation minière, les études environnementales et la R&D. Les agences gouvernementales telles que la NASA et l'EPA utilisent également le logiciel, tout comme de nombreuses écoles et universités du monde entier.

## Distribution
Statgraphics est distribué aux États-Unis par Statgraphics Technologies, Inc., une société privée basée à The Plains, en Virginie.
Il est diffusé en France, Belgique et Suisse par la société Francestat qui assure la traduction en français du logiciel et organise régulièrement des formations à son utilisation et aux méthodes statistiques.